# Перший Універсал Української Центральної Ради

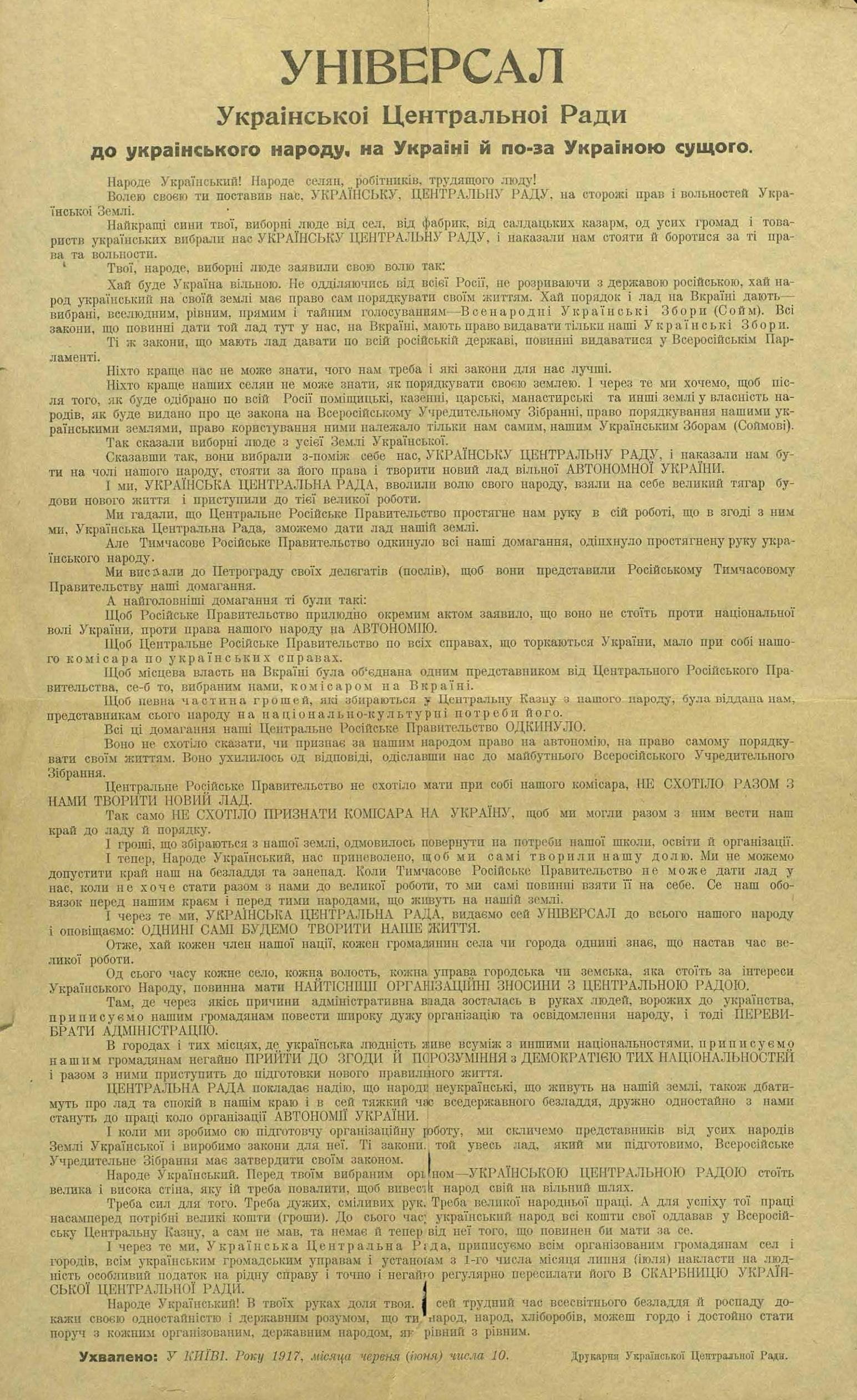
Перший Універсал, виданий в друкарні Української Центральної Ради та розданий учасникам ІІ Всеукраїнського військового зʼїзду

Пе́рший універса́л Украї́нської Центра́льної ра́ди — державно-політичний акт, універсал Центральної ради, що проголосив автономію України. Прийнятий 10 (23) червня 1917 року в Києві. Повна назва — Універсал Української Центральної Ради до українського народу, на Україні й по-за Україною сущого.

## Опис

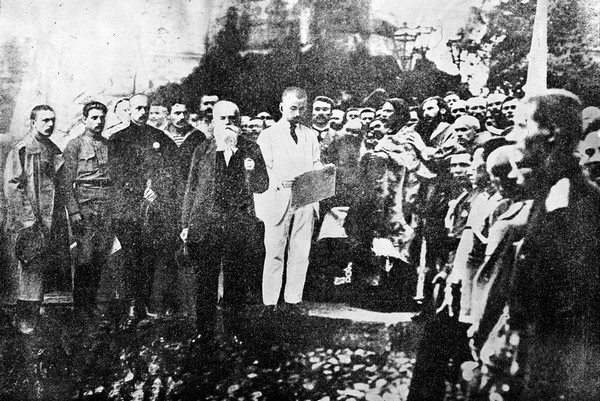
Проголошення Першого Універсалу Української Центральної Ради до народу України після молебню на Софійській площі. Читає М. Ковалевський. У центрі — Михайло Грушевський

Наприкінці травня Центральна Рада вислала до Петрограду делегацію на чолі з В. Винниченком, М. Ковалевським. Делегація домагалася українізації війська, адміністрації, шкільництва, а також щоб Тимчасовий уряд Росії висловив своє принципове ставлення до можливості надання автономії України. У відповідь на відмову Тимчасового уряду Центральна Рада видала свій Перший Універсал, ухвалений 10 червня (23 червня за новим стилем) та проголошений на Другому Військовому з'їзді. У ньому заявлялося:

| Хай буде Україна вільною. Не одділяючись від всієї Росії, не розриваючи з державою російською, хай народ український на своїй Землі має право сам порядкувати своїм життям. Хай порядок і лад на Вкраїні дають — вибрані вселюдним, рівним, прямим і тайним голосуванням Всенародні Українські Збори (Сейм). Всі закони, що повинні дати той лад тут у нас, на Вкраїні, мають право видавати тільки наші Українські Збори. |
| — з тексту Першого Універсалу УЦР. |

В Універсалі наголошувалось, що Центральна Рада буде «творити новий лад вільної автономної України».
Прийняття Першого Універсалу змусило Тимчасовий уряд вислати до Києва свою делегацію в складі міністрів Терещенка та Церетелі. Пізніше до них приєднався міністр юстиції Керенський. З українського боку участь в переговорах брали: Михайло Грушевський, Володимир Винниченко, Симон Петлюра. Результатом стало визнання Центральної Ради крайовим органом управління в Україні. Шовіністичні кола Росії були шоковані «нахабством» українців — Першим Універсалом. Тимчасовий уряд та преса наввипередки змагалися у звинуваченнях України у «зраді», «сепаратизмі», «прориві фронту» та інших смертних гріхах. 29 червня 1917 року до Києва прибула делегація Тимчасового уряду. Після двох днів дебатів знайдено компроміс — петроградські міністри погодилися, щоб Українська Центральна Рада виробила статут автономії України з умовою, що його буде подано на остаточне затвердження Всеросійських установчих зборів. Отже, вироблено текст нового Універсалу, який мали оголосити одночасно з Декларацією Тимчасового уряду в один день.
У Петрограді відбулося бурхливе засідання Тимчасового уряду, на якому М. Терещенко й І. Церетелі звітували про свою поїздку до Києва. Більшість уряду все ж проголосувала за угоду з Україною. Текст угоди був телеграфований В. Винниченку 3 липня (16 липня за новим стилем). Телеграма підтверджувала повноваження Генерального Секретаріату як крайового уряду з розширенням його складу за рахунок представників меншин. Тимчасовий уряд Росії також підтвердив свою прихильність до «розроблення Центральною радою проєкту національно-політичного статусу України у такому розумінні, в якому сама Рада буде вважати це відповідним інтересам краю». Не погодився Тимчасовий уряд лише з одним — українізацією війська: «Що торкається військових українських комітетів на місцях, то вони здійснюють свої повноваження на загальних основах», «Тимчасове Правительство… уважає недопустимими заходи, котрі б могли нарушити єдність організації й управління армією.»

## Ювілеї та пам'ятні дати
У 2017 році на державному рівні в Україні відзначався ювілей — 100 років з дня ухвалення I Універсалу Української Центральної Ради (1917).

## Документ
Машинописна копія з газетної публікації («Робітнича газета») І Універсалу, що зберігається в ЦДАВО України, ф. 1115, оп. 1, спр. 4, арк. 5-8.
- Машинописна копія Універсалу з газетної публікації
- аркуш 5
- аркуш 6
- аркуш 7
- аркуш 8